# Магі (Міссісіпі)
Магі (англ. Magee) — місто (англ. city) в США, в окрузі Сімпсон штату Міссісіпі. Населення — 3988 осіб (2020).

## Географія
Магі розташоване за координатами 31°52′21″ пн. ш. 89°44′1″ зх. д. / 31.87250° пн. ш. 89.73361° зх. д. (31.872500, -89.733640).  За даними Бюро перепису населення США в 2010 році місто мало площу 13,30 км², уся площа — суходіл.

## Демографія
Згідно з переписом 2010 року, у місті мешкало 4408 осіб у 1595 домогосподарствах у складі 1021 родини. Густота населення становила 331 особа/км².  Було 1750 помешкань (132/км²).
Расовий склад населення:
| - 47,3 % — білих - 46,8 % — чорних або афроамериканців - 1,2 % — азіатів - 0,7 % — вихідців з тихоокеанських островів - 0,5 % — корінних американців - 2,9 % — осіб інших рас |

До двох чи більше рас належало 0,7 %. Частка іспаномовних становила 4,6 % від усіх жителів.
За віковим діапазоном населення розподілялося таким чином: 30,7 % — особи молодші 18 років, 56,1 % — особи у віці 18—64 років, 13,2 % — особи у віці 65 років та старші. Медіана віку мешканця становила 31,6 року. На 100 осіб жіночої статі у місті припадало 88,7 чоловіків;  на 100 жінок у віці від 18 років та старших — 79,5 чоловіків також старших 18 років.
Середній дохід на одне домашнє господарство  становив 37 659 доларів США (медіана — 26 927), а середній дохід на одну сім'ю — 45 366 доларів (медіана — 30 740). Медіана доходів становила 30 234 долари для чоловіків та 29 955 доларів для жінок. За межею бідності перебувало 32,7 % осіб, у тому числі 43,6 % дітей у віці до 18 років та 34,2 % осіб у віці 65 років та старших.
Цивільне працевлаштоване населення становило 1325 осіб. Основні галузі зайнятості: освіта, охорона здоров'я та соціальна допомога — 33,7 %, виробництво — 15,9 %, роздрібна торгівля — 7,6 %, науковці, спеціалісти, менеджери — 6,8 %.